# 埃尔德旺
埃尔德旺（法語：Erdeven，法語發音：[ɛʁdəvɛn]）是法国莫尔比昂省的一个市镇，属于洛里昂区。

## 地理
埃尔德旺（47°38'32"N, 3°9'24"W）面积30.64 平方千米，位于法国布列塔尼大區莫尔比昂省，该省份为法国西北部沿海省份，位于布列塔尼半岛南部，北起阿摩尔滨海省、西接菲尼斯泰尔省，南濒大西洋，东南接大西洋卢瓦尔省，东临伊勒-维莱讷省。
与埃尔德旺接壤的市镇（或旧市镇、城区）包括：贝尔兹、普莱梅勒、卡尔纳克、普卢阿内勒、普卢伊内克、埃泰勒、洛科阿勒-芒东。

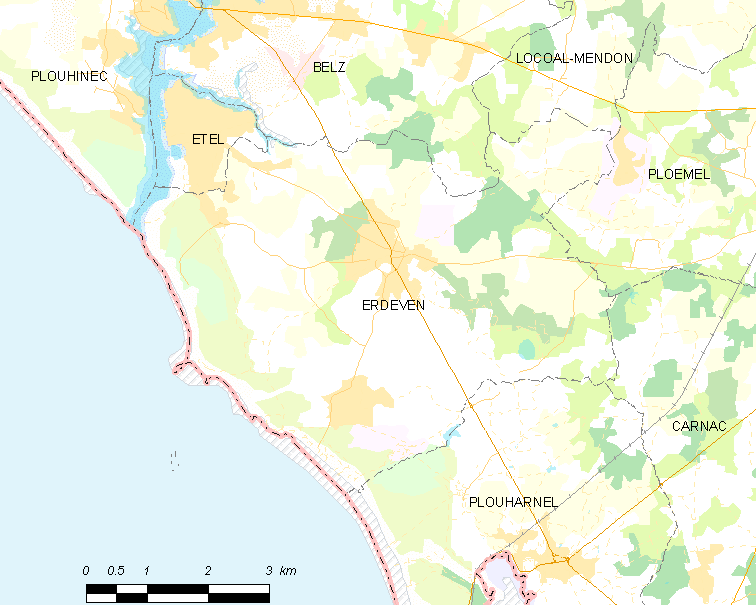
埃尔德旺的OSM定位图

埃尔德旺的时区为UTC+01:00、UTC+02:00（夏令时）。

## 行政
埃尔德旺的邮政编码为56410，INSEE市镇编码为56054。

## 政治
埃尔德旺所属的省级选区为基伯龙县。

## 人口

1962-2008年间埃尔德旺人口变化图示

埃尔德旺于2022年1月1日时的人口数量为3987人。